# Sankt Anna distrikt
Sankt Anna distrikt är ett distrikt i Söderköpings kommun och Östergötlands län. 
Distriktet öster om Söderköping. 

## Tidigare administrativ tillhörighet
Distriktet inrättades 2016 och utgörs av socknen Sankt Anna.
Området motsvarar den omfattning Sankt Anna församling hade vid årsskiftet 1999/2000.